# Eden (Carolina del Norte)
Eden es una ciudad situada en el condado de Rockingham, Carolina del Norte, Estados Unidos. Tiene una población estimada, a mediados de 2022, de 15 325 habitantes.

## Geografía
La ciudad está ubicada en las coordenadas 36°30′11″N 79°44′24″O / 36.50306, -79.74000 (36.503042, -79.74002). Según la Oficina del Censo, la localidad tiene una superficie total de 37.24 km², de los cuales 36.83 km² corresponden a tierra firme y 0.41 km² están cubiertos de agua.

## Demografía

### Censo de 2020
Según el censo de 2020, en ese momento la localidad tenía una población de 15 421 habitantes. La densidad de población era de 418.71 hab./km².
| Raza                   | Núm. | Porc.  |
| ---------------------- | ---- | ------ |
| Blancos                | 9581 | 62.13% |
| Afroamericanos         | 4012 | 26.02% |
| Amerindios             | 89   | 0.58%  |
| Asiáticos              | 149  | 0.97%  |
| Isleños del Pacífico   | 5    | 0.03%  |
| De otras razas         | 598  | 3.88%  |
| De una mezcla de razas | 987  | 6.40%  |

Del total de la población, el 7.50% eran hispanos o latinos de cualquier raza.

### Estimación 2018-2022
Según la estimación 2018-2022 de la Oficina del Censo, los ingresos medios de los hogares de la localidad son de $43,607 y los ingresos medios de las familias son de $62,111. Los ingresos per cápita en los últimos doce meses, medidos en dólares de 2022, son de $26,304. Alrededor del 22.2% de la población está por debajo de la línea de pobreza nacional.